# Riemenstalden
Riemenstalden je obec ve švýcarském kantonu Schwyz, ve stejnojmenném okrese. Leží přibližně 8 kilometrů jižně od hlavního města kantonu, Schwyzu, v nadmořské výšce 1030 metrů. Žije zde 90 obyvatel. Podle počtu obyvatel tak jde o nejmenší obec v kantonu Schwyz.

## Geografie

Údolí Riemenstaldenu (1923)

Centrum obce leží vysoko nad Lucernským jezerem v údolí Riemenstaldertal v nadmořské výšce 1030 m n. m. Vede k němu jediná příjezdová cesta ze Sisikonu (kanton Uri); s ostatními obcemi kantonu Schwyz obec žádné přímé dopravní spojení nemá.
Obec se nachází v povodí potoka Riemenstalderbach, který protéká i jejím centrem.

## Historie
První zmínka o obci pochází z roku 1343 pod názvem Reymerstalden. Po rozpadu farního kostela, který údajně existoval ještě v roce 1318, byl Riemenstalden začleněn do farnosti Morschach. Od roku 1804 je opět samostatnou farností. Kaple Johanna Baptisty na Chäppelibergu byla postavena v roce 1708, farní kostel Maria vom guten Rat v roce 1792. Ještě v 19. století se zde nacházely četné pozůstatky opuštěných vesnických staveb, zvaných Heidenhüttchen. Jen několik z nich stále existuje. Od velkých lavin v letech 1952 a 1954 bylo provedeno rozsáhlé pažení a úpravy v obci s cílem zabránit větším škodám.

## Turistika
Údolí Riemenstaldertal je známé svou oblastí Lidernen s vrcholem Blüemberg, proslulými mezi skialpinisty. Tato lyžařská túra vede z Chäppelibergu přes Lidernen až na Blüemberg a poté nabízí sjezd z výšky přes 1800 metrů do Muotathalu.
V létě vedou různé turistické trasy do okolních hor pohoří Kaiserstock, mimo jiné přes jezero Alplersee na vyhlídkovou horu Rophaien.